# Disteganthus
Disteganthus är ett släkte av gräsväxter. Disteganthus ingår i familjen Bromeliaceae.
Kladogram enligt Catalogue of Life:
| Disteganthus | \| \| Disteganthus basilateralis \| \| \| \| \| \| Disteganthus calatheoides \| \| \| \| \| \| Disteganthus lateralis \| \| \| \| |
|              | \| \| Disteganthus basilateralis \| \| \| \| \| \| Disteganthus calatheoides \| \| \| \| \| \| Disteganthus lateralis \| \| \| \| |
|              | Disteganthus basilateralis |
|              | |
|              | Disteganthus calatheoides |
|              | |
|              | Disteganthus lateralis |
|              | |